# Максимов, Андрей Семёнович
Андре́й Семёнович Макси́мов (10 (22) июня 1866, Улеаборг, Улеаборгская губерния, Российская империя — 30 марта 1951, Бабушкин, Московская область, РСФСР, СССР) — российский военно-морской офицер и военачальник, вице-адмирал (1916).

## Биография
Окончил Морской корпус в 1887 году, Минный офицерский класс в 1895 году. Служил на Балтийском флоте и на Дальнем Востоке на броненосном крейсере «Адмирал Нахимов». В 1891—1894 годах — старший офицер на крейсерах «Рюрик» и «Гайдамак». Участвовал в боевых действиях в Китае (1900—1901).
Во время русско-японской войны командовал с марта 1904 года миноносцем «Бесшумный» 1-го отряда миноносцев Первой Тихоокеанской эскадры. Под его командованием корабль активно участвовал в обороне Порт-Артура, выполнив десятки боевых выходов и участвуя в морских боях. Во время боя в Жёлтом море сумел прорвать строй японский эскадры и уйти от преследовавших японских кораблей в Циндао, где был интернирован правительством Китая до конца войны. Там же в Циндао он был переведён на броненосец «Цесаревич», где после заключения Портсмурского мира даже в августе 1905 года временно исполнял должность командира броненосца до прибытия назначенного командиром В. А. Алексеева, а после его прибытия получил назначение старшим офицером корабля; выполнил на нём поход с Дальнего Востока на Балтийское море.
По опыту войны А. С. Максимовым был разработан первый в России проект противолодочного корабельного вооружения — «шточная противолодочная бомба», выстреливаемая 47-мм орудием. В 1905 году этот проект был воплощён в опытном порядке Комиссией морских артиллерийских опытов и производились испытательные стрельбы, показавшие множество недостатков, но подтолкнувшие морских артиллеристов к верному решению проблемы: созданию специальных установок для стрельбы специальными противолодочными боеприпасами.
После окончания военных действий командовал в 1906—1908 годах эскадренным миноносцем «Москвитянин». В 1908—1910 годах командовал последовательно 4-м, 7-м и 5-м дивизионами эскадренных миноносцев Балтийского моря. В 1910—1913 годах, в чине капитана 1-го ранга, командовал крейсером «Громобой».
Капитан 2-го ранга (1904), капитан 1-го ранга (1909), контр-адмирал (1913).
В начале первой мировой войны — начальник 2-й бригады линейных кораблей (дредноутов).
В 1915—1917 годах был начальником минной обороны Балтийского моря. С 10 апреля 1916 года — вице-адмирал. Оценки А. С. Максимова напрямую зависят от того, в каком лагере гражданской войны позднее оказался мемуарист: если по воспоминаниям тогдашнего матроса-большевика Н. А. Ховрина, А. С. Максимова «на кораблях уважали за человечное обращение с нижними чинами», то по словам А. И. Гучкова, Максимов «стал на сторону матросни». А участник Белого движения Г. К. Граф вообще вспоминал о Максимове с ненавистью: «Адмирал Максимов всегда отличался карьеризмом и мелочно-честолюбивым характером. Не имея ни по заслугам, ни по уму никаких данных чтобы претендовать на занятие высокого поста командующего флотом, он был в страшной претензии, когда не он, а адмирал Непенин был назначен на этот пост. Ведь Непенин был моложе его!». 
После Февральской революции 4 марта 1917 года избран матросами командующим Балтийским флотом вместо убитого адмирала А. И. Непенина (через несколько дней решение было утверждено Временным правительством, в этой должности был до 2 июня 1917 года). С 6 сентября 1917 года — начальник Морского штаба при Ставке Верховного главнокомандующего. 
После Октябрьской революции перешёл на сторону советской власти. В ноябре 1917 года назначен 2-м помощником морского министра и оставался им до фактической ликвидации министерства в декабре 1917 года. В 1918 году вступил в РККА, где с марта месяца служил старшим инспектором Реввоенсовета Республики. С ноября 1921 по июль 1922 года — начальник Морских сил Чёрного моря. В июле—ноябре 1924 годах в качестве командира сторожевого корабля «Воровский» возглавил его переход из Архангельска во Владивосток через три океана — первый океанский поход советского военного корабля (об этом походе и о командовании им А. С. Максимовым подробно написал в своих мемуарах его участник будущий советский адмирал Ю. А. Пантелеев). Во время похода во главе делегации моряков посетил китайский город Гуанчжоу (Кантон), где её принял президент Китайской республики Сунь Ятсен, при этом с корабля ему был передан груз оружия. С конца 1924 года состоял для особых поручений при командующем Морскими силами республики.
С 1927 года в отставке.
По воспоминаниям контр-адмирала В. А. Белли, А. С. Максимов имел большое влияние на командующего Морскими силами республики в 1924—1926 годах В. И. Зофа и его роль в развитии РККФ в те годы была велика, но вскоре после перевода Зофа в народное хозяйство и Максимов был уволен с флота. После увольнения жил на станции Лосиноостровская, одно время содержал там молочную ферму. 